# ظن وأخواتها
تدخل ظن وأخواتها على المبتدأ والخبر فتنصب المبتدأ ويسمى مفعولاً به أولاً وتنصب الخبر ويسمى مفعولاً به ثانياً.
أفعال الظن : ظن- وجد- رأى - حسب - جعل - زعم- خال - اتخذ - عَلِمَ
أمثلة عليها:
- ظَنَّ الْمُسٍتَبِدُّ النّاسَ جُهّالًا.
- وَجَدَ الطّالِبُ التَّعَلُّمَ سَهْلًا.
- رَأَى الْحُقُوقِيُّ الْعَدْلَ ضَرُورِيًّا.
- حَسِبَ النَّاسُ الأَمانَةَ خُلُقًا كَريمًا .
- جَعَلَ اللهُ الأَرْضَ مُسْتَقَرًّا.
- زَعَمَ الْبَخِيلُ الجُودَ تَبْذِيرًا.
-خَالَ الْكَسُولُ النَّجاحَ سَهْلًا.
- اتَّخَذَ الْمُتَعَلِّمُ الْكِتابَ رَفَيقًا.
- عَلِمَ الصَّحَفِيُّ الخَبَرَ صَحِيحًا.

## التقسم
تقسم ظن وأخواتها إلى قسمين

### أفعال القلوب
وهي على قسمين:
1. إما أن تدل على التحقيق أو اليقين نحو (عَلِمَ، رأى، وَجَدَ، درى، ألفى).
2. وإما أن تدل على الرجحان نحو (ظن، خَالَ، حَسِب، زَعَمَ، عَدَّ، اعتبر، هَب).

- سميت بهذا بالأفعال القلبية لأنها أفعال باطنة لا ظاهرة حسية.

### أفعال التحويل أو التصيير
وهي: (جَعَل، اتَّخَذَ، تَرَكَ، وهب، صَيَّرَ، رَدَّ).

## الإلغاء والتعليق

### الإلغاء
هو ترك العمل لفظا ومعنى، لا لمانع مثل: (محمد ظننت ناجح) فلا عمل لـ(ظننت) في (محمد ناجح) لا لفظا ولا معنى، ويختص الإلغاء بالأفعال القلبية المتصرفة وهي: (رأى، وعلم، ووجد، ودرى، وخال، وظن، وحسب، وزعم، وعد، وحجا، وجعل)، أما (هب وتعلم) وكذلك أفعال التحويل فلا يكون فيها إلغاء ولا تعليق.

### التعليق
إبطال العمل لفظا، لا محلا؛ لمجيء ما له صدر الكلام بعده كـ ما النافية، ولام الابتداء وأدوات الاستفهام وأدوات الشرط و إن النافية ولا النافية. تقول: (علمت ما محمد مسافر، وعلمت لمحمد مسافر، وعلمت أيهم أبوك) والمعنى مع التعليق متصل بعضه ببعض بين الفعل وما بعد أدوات التعليق.
- والتعليق واجب بعد (ما، وإن، ولا النافية) وكذلك (لام الابتداء، ولا القسم) والاستفهام.

## العطف على الجملة المعلقة
يجوز العطف على محل الجملة المعلقة فتقول: (ظننت لمحمد مسافر وعليا حاضرا)، كما يجوز العطف مراعاة للفظ فتقول: (ظننت لمحمد مسافر وعلي حاضر)، والفرق بين الجملتين أنك إذا عطفت بالرفع كان المعنى على تقدير اللام، فتكون بمنزلة ما قبلها في التوكيد، وإذا نصبت لم يكن المعنى على تقدير اللام. فكانت الجملة المعطوفة غير مؤكدة، وكذلك في الاستفهام.